# Monte Nuovo
De Monte Nuovo is een sintelkegel bij Pozzuoli in de Campi Flegrei. Dit is een gebied ten noorden van Napels in Italië. 
De vulkaan is pas in 1538 ontstaan, wat voor een vulkaan zeer jong is. Door de vulkaanuitbarsting verdween het kuuroord Tripergole van de kaart; hierbij vielen evenwel geen slachtoffers want het dorp was tijdig ontruimd. Het Meer van Lucrinus aan de voet van de berg gelegen verkleinde in oppervlakte.